# En bok om Irak – I går hade vi Nebukadnessar
En bok om Irak – I går hade vi Nebukadnessar är en bok av Tore Zetterholm om Irak, om sumererna och deras betydelse för hela vår civilisations framväxt.
Den utgavs 1991.
Mellan Basra och Mosul växte den sumeriska-babyloniska civilisationen fram i tvåflodslandet. Femtonhundra år innan Euklides ställde upp sina teorem, fanns de nedskrivna på kilskriftstavlor här.
Tore Zetterholm skriver:
| ” | Irak är inte liktydigt med våra dagars nyrika oljestat och krigiska militärdiktatur. Jag tycker att det just nu är angeläget att påminna om vår skuld till folken i tvåflodslandet och om vad de genom årtusenden betytt för Västerlandets och vår egen kultur. Det finns, som jag säger i boken, inte minsta kapell i Lappland som inte hämtat sin yttersta inspiration från Mesopotamien och Abrahams uttåg från Ur i Kaldéen. Det är inte så många år sedan Västerlandets kultur ansågs ha sin upprinnelse i antikens Grekland och Rom med några tillflöden från Palestina och det gamla Egypten. Den sumeriskbabyloniska kulturens väldiga källsprång kom inte i dagen förrän på 1920-talet. Nu vet vi att det är i landet kring Eufrat och Tigris som vår egen civilisation har sitt viktigaste ursprung. Från det gamla tvåflodslandet härstammar inte bara Bibelns myter om paradiset och syndafloden utan också vårt sätt att mäta tiden och räkna med kvadratrötter.[källa behövs] | „ |